# 旺起镇
旺起镇，是中华人民共和国吉林省吉林市丰满区下辖的一个乡镇级行政单位。

## 行政区划
旺起镇下辖以下地区：
梨树村、两佳子村、丰满屯村、民主村、杨家村、大顶子村、旺起村、漂尔村、四方村、水曲村、摩天村、建设村、大石村和小石村。